# اچ‌ام‌اس پولهام (ام۲۷۲۱)
اچ‌ام‌اس پولهام (ام۲۷۲۱) (به انگلیسی: HMS Pulham (M2721)) یک کشتی بود. این کشتی در سال ۱۹۵۶ ساخته شد.